# 이현 (1305년)
이현(李玄) : 1305(추정) ~ 몰년도 미상. 고려의 문신. 본관은 덕수(德水). 행직은 찬성(贊成)이다. 증 숭정대부 의정부 좌찬성. 덕수이씨 시조인 고려 중랑장 이돈수(李敦守)의 5세손으로 증조부는 흥위위 보승장군 증 은청광록대부(정3품) 동지추밀원사 어사대부 이부상서 상장군이신 추밀공 이양준(李陽俊)이다. 조부는 통의대부 전법판서 지삼사사 겸 세자내직랑 증 금자광록대부(종1품) 지문하유사 상장군 판예부사 삼사공 이소(李召)이다. 선충경절 공신 벽상삼한삼중대광 수 첨의정승(종1품) 감춘추관사 상호군 판전리사사에 증직된 덕수부원군 이윤운의 조카이며 증 자헌대부 의정부 좌참찬 행 도사 참찬공 이윤번의 아들이다. 충무공(忠武公) 이순신(李舜臣)의 7대조이다. 

## 생애
- 충렬왕 31년(1305추정) 증 자헌대부 의정부 좌참찬 행 도사 이윤번(李允蕃)의 아들로 태어나다.
- 별세 후 숭정대부(종1품) 의정부 좌찬성에 증직되었다.
- 배위와 별세년도는 미상이다. 묘는 실전되어 서울 관악구 봉천동 산 53-1번지 탑골 덕수공원에 단소가 모셔져 있다.
- 슬하에 통의대부(정5품) 판사재시사(司宰寺事)를 역임하고 별세 후 대광보국숭록대부 영의정 겸 영경연 예문관대제학 춘추관 관상감사에 증직된 의정공(議政公) 이공진(李公晋)이 있다.

## 평가
찬성공 이현(李玄)은 고려조 의종 24년(1170) 부터 원종 11년(1270)까지 약 100년간 무반이 권력을 잡던 무신정권(武臣政權)이 끝나고 몽골의 간섭이 강화되는 시기에 태어나 활동하였으나 자세한 사료나 기록이 없어 활동사항은 알 수 없다. 다만 증직된 숭정대부는 종1품 하의 동반관계의 품계이며 의정부 좌찬성은 종 1품으로 3의정을 보좌하는 관직이기에 상당한 공적을 지녔던 것으로 추정된다.

## 가족 관계
- 증조부 : 이양준(李陽俊,1202∼1243) 신호군 중랑장, 흥위위 보승장군 증 은청광록대부, 동지추밀원사 어사대부 이부상서 상장군
- 증조모 : 안동권씨(安東權氏), 중랑장 권극평(權克平)의 딸
  - 조부 : 이소(李劭,1223∼1282)(李劭,1223 ∼ 1282) 통의대부 전법판서 지삼사사겸 세자내직랑 증 금자광록대부 지문하성사 상장군 판예부사(종1품)
  - 조모 : 무안박씨(務安朴氏, 공역서 정승 박유영의 딸)
    - 부 : 이윤번(李允蕃,1265추정∼미상), 증 자헌대부 의정부 좌참찬 행 도사
    - 모 : 미상 
      - 본인 : 이현(李玄, 1305추정∼미상), 증 숭정대부 의정부 좌찬성
      - 부인 : 미상
        - 장남 : 이공진(李公晉, 1350추정∼1428), 통의대부 사재시사
        - 자부 : 증 정경부인 초계정씨(草溪鄭氏, 보승별장 정광조의 딸)

## 문헌
子 玄 贈崇政大夫議政府左贊成朝鮮朝以孫男貴追恩1305年頃生 (推定) 配 ▲墓失傳